# Manteca colorá

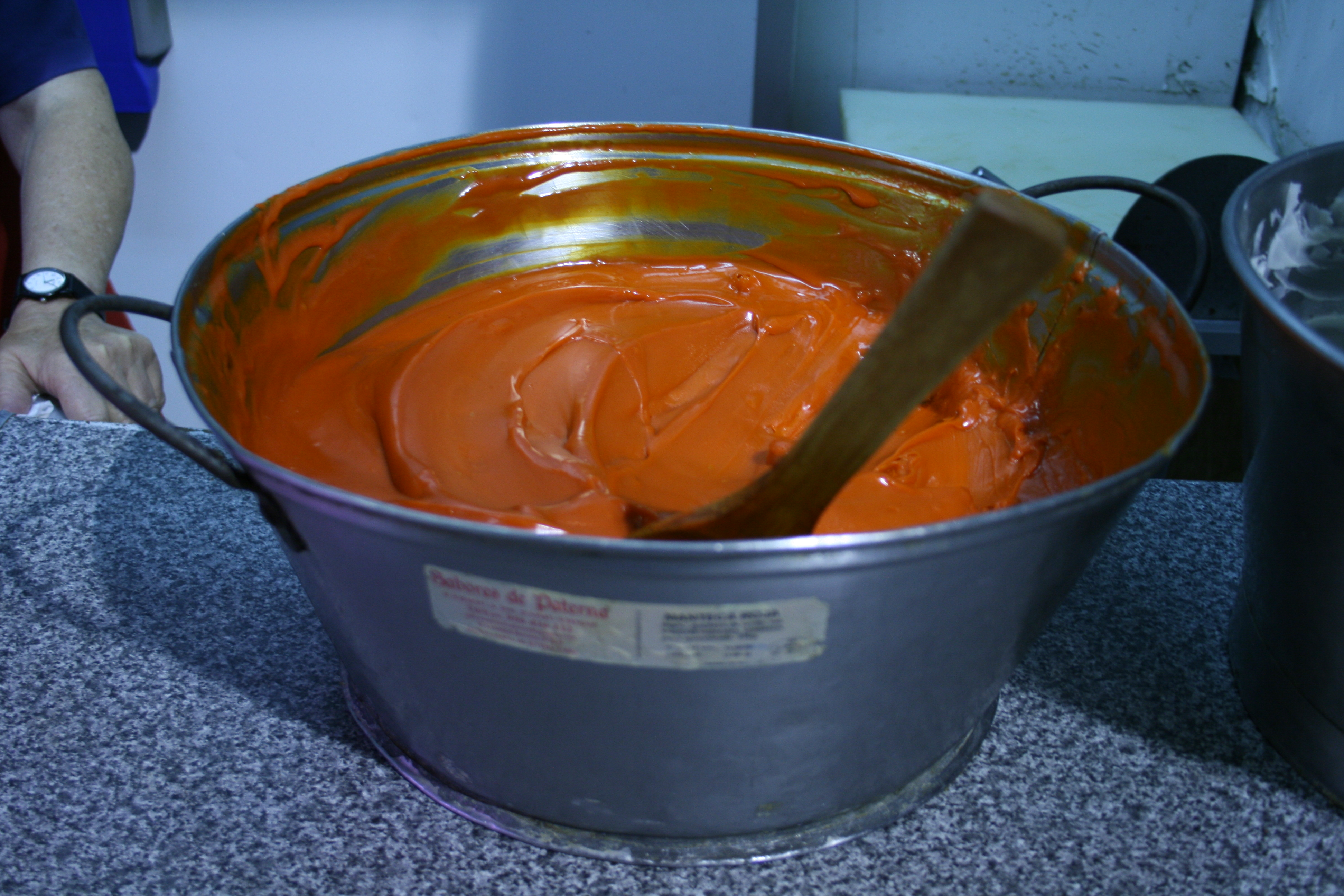
Manteca colorá en un barreño.

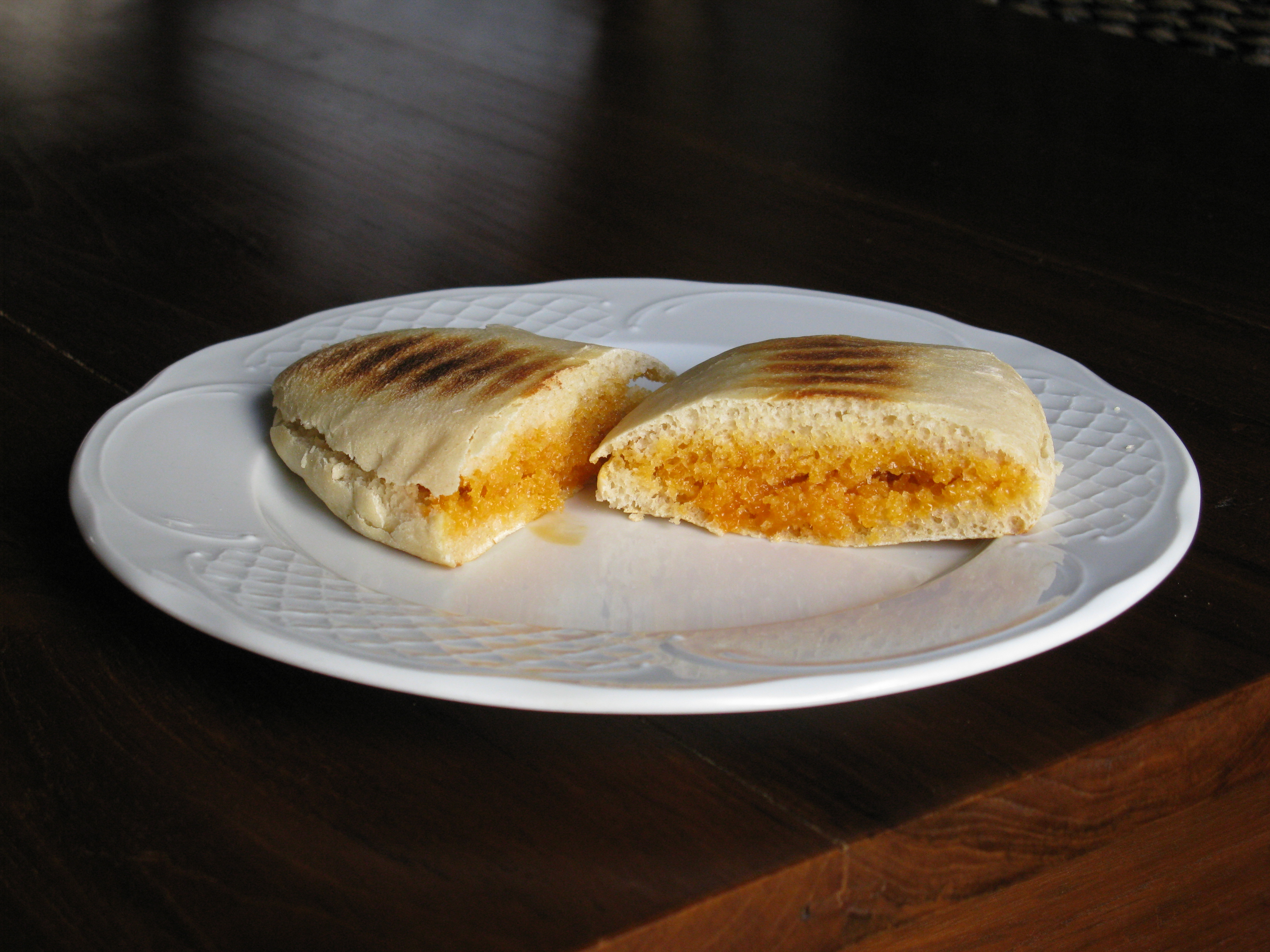
Mollete con manteca colorá.

Se llama manteca colorá a la manteca de cerdo de color anaranjado cocinada con trozos de carne (a veces picada), normalmente también de cerdo, pimentón (de ahí el color que le da nombre) y otras especias, habitualmente orégano y laurel. En ocasiones se le añade también un chorro de vinagre, cáscaras de naranja o algún otro ingrediente ácido.

## Características

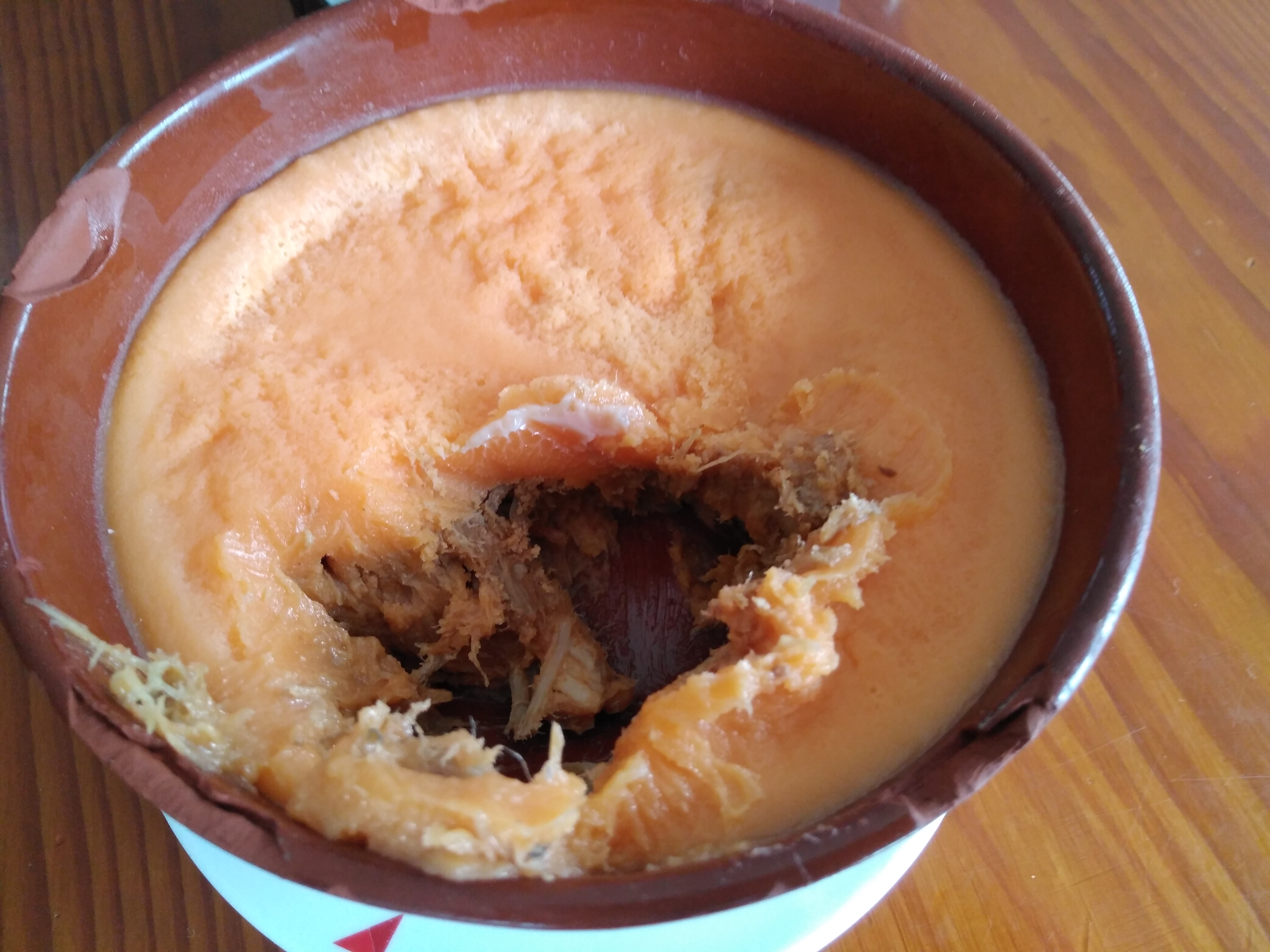
Zurrapa

La manteca colorá es típica del sur de España, concretamente de Andalucía y Extremadura, donde suele comerse untada en tostadas (tradicionalmente molletes tostados) para desayunar y merendar. En algunos lugares de Andalucía se suele untar en un trozo de pan mollete y elaborar una especie de bocadillo.

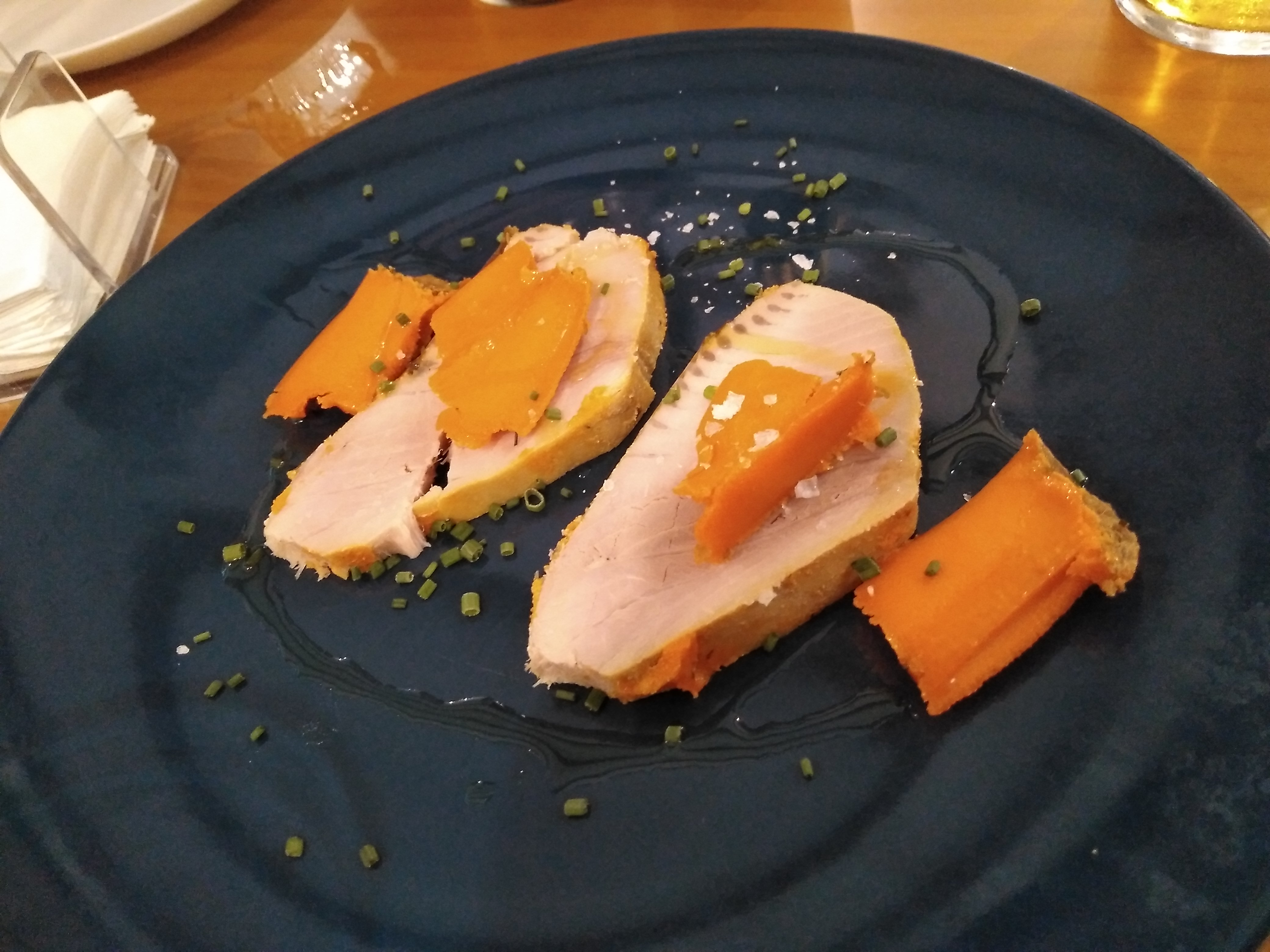
Con atún

También se usa como base para otros platos.